# Дифенбахия
Дифенбахията (Dieffenbachia) е тропическо растение от семейство Змиярникови, което достига до 2 – 3 m височина, често отглеждано като декоративно заради големите си, красиво обагрени листа. Трудно понася ниски температури и сух въздух. Всички части на растението, както и сокът му са отровни (съдържа калциев оксалат и аспарагин). Дифенбахията е кръстена така от Хайнрих Вилхелм Шот (1794 – 1865), директор на Виенската ботаническа градина, в чест на главния градинар Йозеф Дифенбах (1796 – 1863).

## Описание
Дифенбахията има право стъбло с прости, последователно разположени, големи листа с различни по вид бели петна.
Цветовете са белезникави, двуполови, разположени в кочан, обгърнат от едната страна в лист, като в горния край са разположени мъжките, а в основата женските. Плодовете са малки зрънца.

## Токсичност
При сдъвкване листата могат да предизвикат временно усещане за зачервяване и парене. В редки случаи се съобщава за случаи на оток на вътрешните органи. Дъвченето и поглъщането на листа обикновено води само до леки симптоми.
Най-често засегнати от контакт с дифенбахия (дъвчене и поглъщане) са деца и животни. При тях може да се наблюдават множество неприятни симптоми като интензивно изтръпване и възпаление на устата, прекомерно лигавене и оток. Въпреки това тези ефекти рядко са животозастрашаващи. В повечето случаи симптомите са леки и могат да бъдат успешно лекувани с аналгетични агенти, антихистамини или медицински въглен. При пациенти с излагане на токсични растения, 70% са деца на възраст под 5 години.